# Светомаскировка

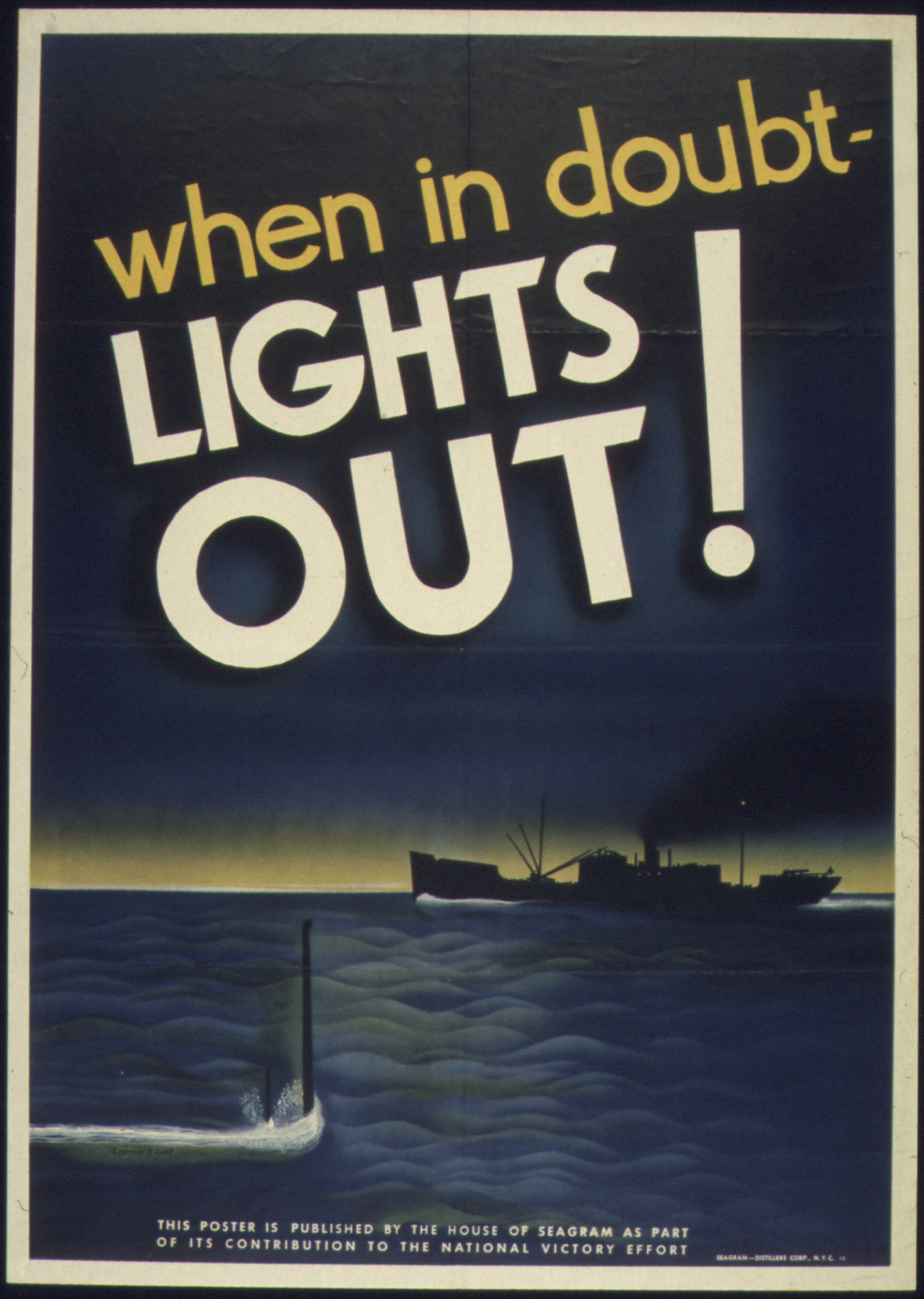
«Сомневаешься — гаси огни!» Американский плакат времён Второй Мировой войны.

Светомаскиро́вка (световая маскировка) — скрытие от наблюдения воздушного и наземного противника световых демаскирующих признаков войск и сил, военных объектов, промышленных районов и населённых пунктов и их имитация на ложных объектах.

## Затемнение и ложное (маскировочное) освещение
Применяются различные способы и устройства:
- осветительные приборы ложного освещения (обычно синего цвета — светофильтры на фарах вооружения, военной и автотехники, ручные фонарики);
- затемнение проёмов и отверстий (в жилых и служебных помещениях применяются черные светонепроницаемые шторы, в простейшем случае это рулоны строительного пергамина, с деревянными рейками вверху и внизу, скатанные и подвешенные к верхней части оконной рамы. При поступлении команды такой рулон развязывается и под своим весом раскатывается по контуру окна). При налёте вражеской авиации освещение выключается[1].

Предусматриваются два режима светомаскировки — частичного (по специальному распоряжению) и полного (по сигналу «Воздушная тревога») затемнения. Светомаскировка, скрывая объекты от врага, должна обеспечивать бесперебойную работу предприятий и безопасность передвижения.

## Световые знаки

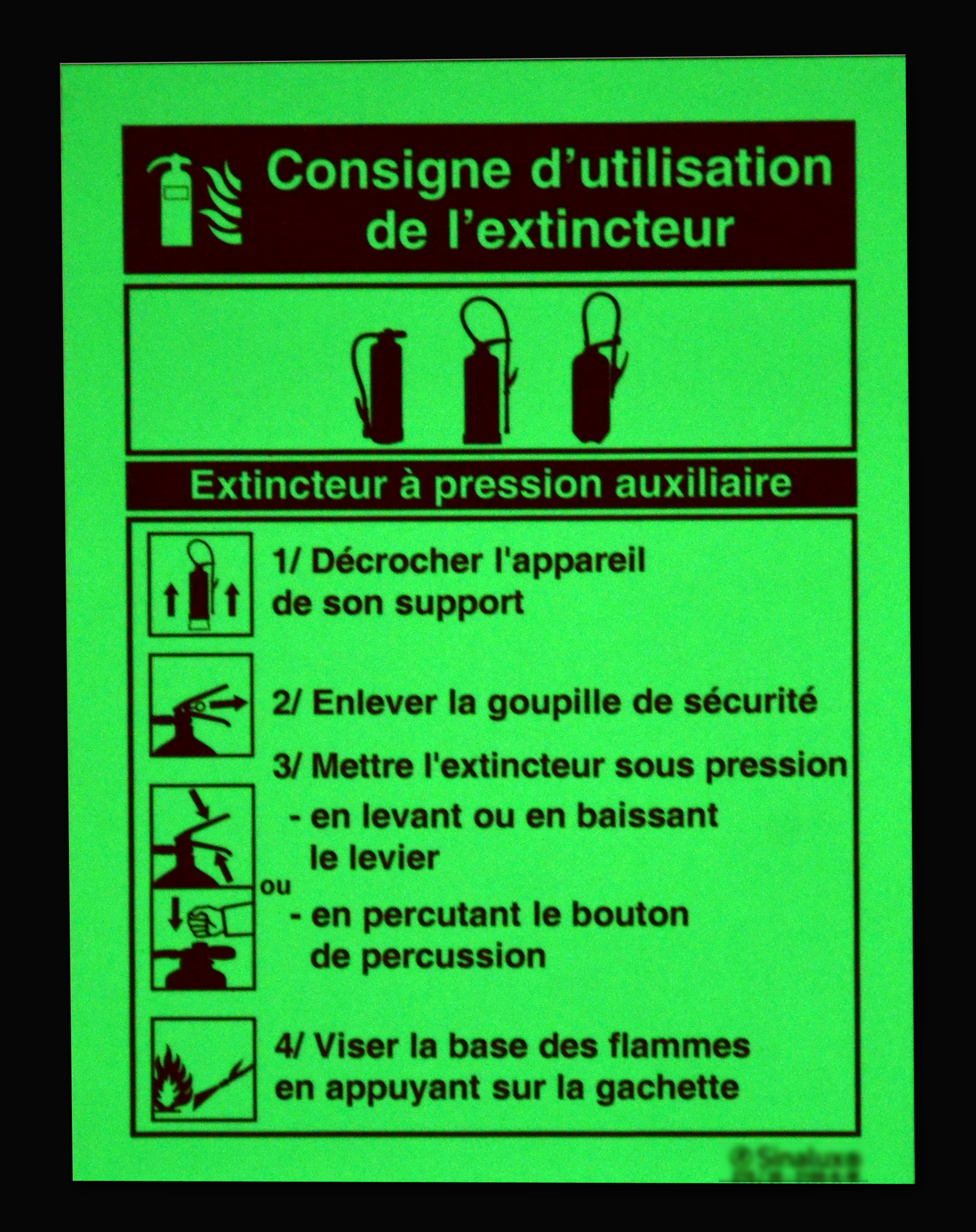
Фотолюминесцентная инструкция к огнетушителю

Световые сигнальные и указательные устройства, при выполнении специальных требований к маскировке, могут не выключаться в условиях затемнения и регулировать движение транспорта и пешеходов при выключенном наружном освещении.:274 Фотолюминесценция используется для знаков, светящихся в темноте при отключении освещения. Явление послесвечения также гарантирует наличие световых ориентиров внутри зданий в случае аварии с прекращением электроснабжения. Фотолюминесцентные значки могут использовать пешеходы во время затемнения.:278 Такие значки в блокадном Ленинграде назывались светлячками.
Евгений Петров описывает применение биолюминесценции в условиях затемнения в 1941 году:

Ночью в лесу до такой степени темно, что мне кажется чудом, как это люди разыскивают нужные им палатки и блиндажи. Потом я замечаю под ногами множество маленьких и больших, светящихся холодным голубоватым светом крупинок. Как будто кто-то прошел впереди с мешком, из которого понемногу сыпался на землю этот волшебный, непотухающий огонь. И я не сразу могу сообразить, что это просто гнилушки, которые собрала в лесу заботливая интендантская рука и провела светящиеся дорожки между палатками
— Евгений Петров В лесу

### Люминесцентные

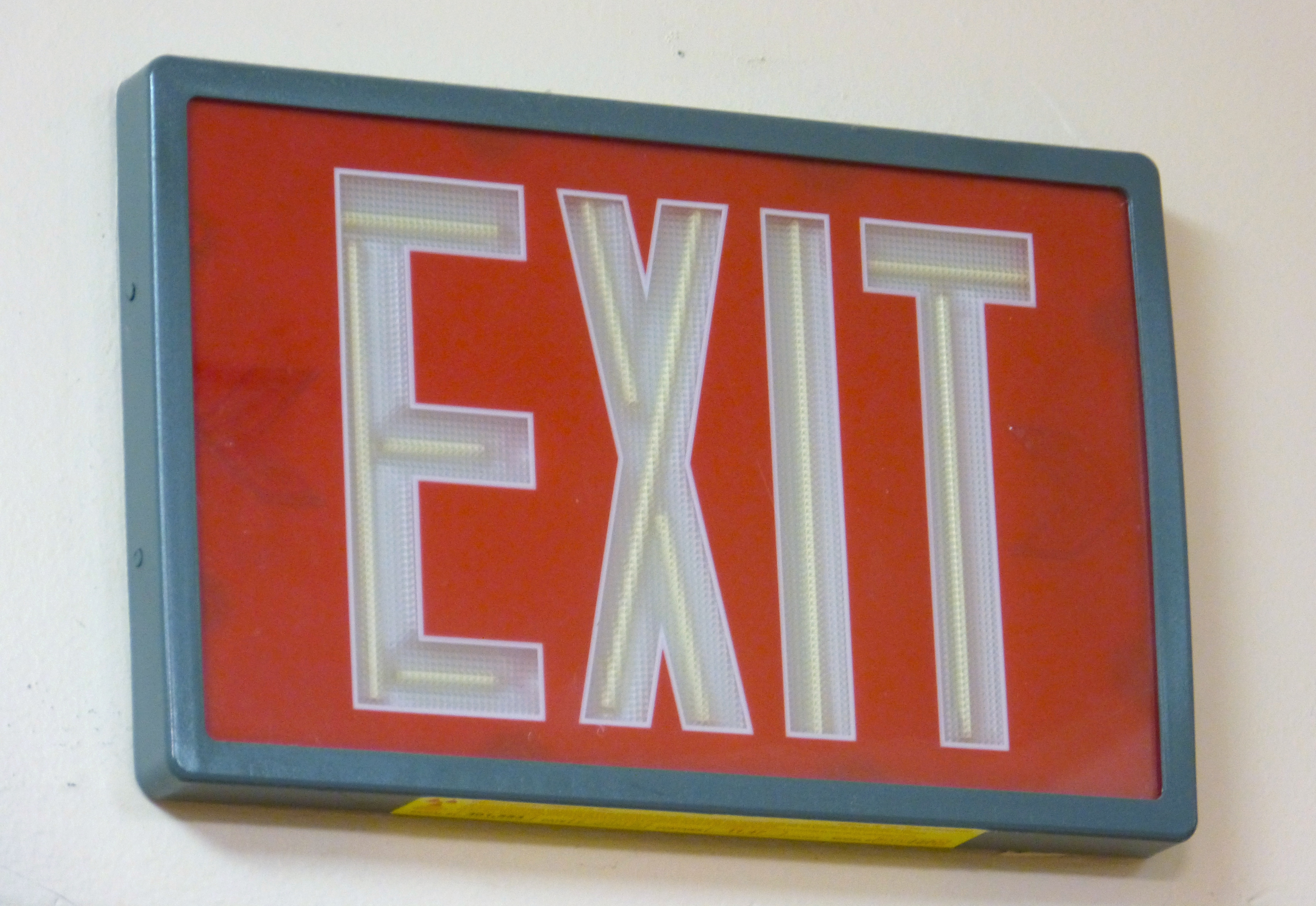
США, эвакуационный знак с тритиевой подсветкой

В световых аварийных и маскировочных указателях используют светосоставы временного и постоянного действия с люминофорами.:4
Люминофоры временного действия при фотовозбуждении запасают энергию и высвечивают её после прекращения возбуждения. Длительность послесвечения таких люминофоров достаточна для использования на практике вместо люминофоров постоянного действия, когда их применение невозможно или недопустимо. Для возбуждения люминофоров временного действия используют дневной свет, лампы накаливания, газоразрядные источники света и лампы ультрафиолетового облучения.:92 Для люминофоров временного действия характерен резкий спад яркости в первые минуты затухания, поэтому они не могут полностью заменить люминофоры постоянного действия. Тем не менее, люминофоры временного действия могут обеспечить минимальный уровень яркости световых знаков, который обеспечивает ориентировку в результате внезапного выключения освещения.:95
Светосоставы постоянного действия используют свойство люминофоров возбуждаться радиоактивным излучением. Световые знаки с таким составом не требуют внешнего источника возбуждения. До появления искусственных изотопов в качестве источника возбуждения использовали соли радия и мезотория, составы имели большую биологическую вредность и быстро снижали яркость свечения с течением времени. Для приготовления светосостава радиоактивное вещество вносится в люминофор.:162 Для изготовления из светосостава самосветящихся знаков и надписей используют различные прозрачные лаки. При использовании газообразного трития люминофор закрепляется на внутренней поверхности стеклянного сосуда.:163 Форма и размер отдельных элементов знака — трубок определяется длиной свободного пробега бета-частиц трития (5 мм). Исходя из этого отдельный элемент может шарик диаметром 10 мм или цилиндр того же диаметра. Экспериментальные исследования показали, что при освещенности рядом со знаком 3,4 Лк световой сигнал почти не различим, при этом освещенности достаточно для различения знака. При освещенности 1,5 Лк виден как световой сигнал, так и сам знак.

### Внутренняя подсветка
В России в рамках технического регулирования предусмотрены требования по маскировке световых знаков. В режиме частичного затемнения световые знаки мирного времени (дорожно-транспортные, промышленных предприятий, различные световые указатели и т.п.) маскировке не подлежат. В режиме ложного освещения световые знаки мирного времени выключаются. В режиме световой маскировки используют специальные световые знаки для обозначения входов, выходов, путей эвакуации людей, объектов и размещения сил гражданской обороны, медицинских пунктов, мест размещения средств пожаротушения, запрещения прохода и др. Наряду с символами допускается применение световых знаков в виде надписей. В защитных сооружениях гражданской обороны устанавливаются световые указатели Вход, Выход, тамбур-шлюз-вход, тамбур-шлюз-выход.
В 1941 году в СССР выпускался световой указатель, специально разработанный для целей светомаскировки: ВЭИ-36. Также предлагалось использовать серийно выпускаемые светильники аналогичной конструкции с установкой трафаретов или изготавливать световые указатели самостоятельно на объектах.